# Славко Бурда
Славко Бурда (хорв. Slavko Burda; нар. 19 листопада 1950, Врбас, Воєводина, СФР Югославія, нині Сербія) — український громадський діяч у Хорватії, голова Українського культурно-просвітнього товариства «Кобзар» (Загреб) та головний редактор його друкованого органу «Слово Кобзаря». 

## Життєпис
Випускник економічного факультету Загребського університету, з 1966 року — активний учасник і організатор культурно-просвітницького життя української діаспори. З 1983 — секретар культурно-просвітницького товариства Союзу русинів-українців Загреба, з 1992 — голова Загребського товариства русинів-українців Хорватії, член правління Союзу русинів-українців Хорватії, з 1995 — секретар Хорватсько-українського товариства, з 1997 — голова Українського товариства Загреба. Член редколегії часопису «Нова думка». Один з організаторів і директорів щорічної літньої школи мови та культури русинів і українців Хорватії. Організатор культурно-просвітницьких заходів Союзу русинів-українців Хорватії, міжнародних конференцій, виставок, присвячених культурі України та діаспори, автор публікацій про діаспору.